# CNCウォーターポロクラブびわこ
CNCウォーターポロクラブびわこは、日本の滋賀県大津市を本拠地とする女子水球のクラブチーム。
びわこ成蹊スポーツ大学女子水球部が2014年にコスモネットの支援を得てクラブチーム化され現チーム名になった。女子水球チームにスポンサーが付くのは国内初。
クラブ化1年目の日本選手権で準優勝を果たす。

## 選手
- 森翼